# Comolia leptophylla
Comolia leptophylla är en tvåhjärtbladig växtart som först beskrevs av Aimé Bonpland, och fick sitt nu gällande namn av Charles Victor Naudin. Comolia leptophylla ingår i släktet Comolia och familjen Melastomataceae. Inga underarter finns listade i Catalogue of Life.